# Yangwei
Yangwei (chiń. trad. 揚威; pinyin Yángwēi) – chiński mały krążownik typu Chaoyong z końca XIX wieku. Do tego samego typu należał też japoński „Tsukushi”. Brał udział w I wojnie chińsko-japońskiej, zatopiony w bitwie u ujścia Jalu. Spotyka się w publikacjach starszą transkrypcję: Yang Wei.

## Przebieg służby
Po zwodowaniu w 1880, 9 sierpnia 1881, wraz z bliźniaczym „Chaoyongiem”, który został okrętem flagowym, opuściły Tyne z chińskimi załogami, ale zachodnią kadrą dowódczą i szkoleniową. Do Dagu okręty dopłynęły w listopadzie, odwiedziwszy Hongkong, Kanton i Szanghaj.
23 lipca 1884 „Yangwei” wraz z flagowym „Chaoyongiem” (z Li Hongzhangiem na pokładzie) i innymi okrętami floty Beiyang spotkał się w Yantai z francuską eskadrą pod dowództwem adm. Lespes’a. Podczas rozmów Francuzi wykonali ćwiczenia, będące w istocie demonstracją siły. Następnego dnia eskadra Li wróciła na północ, by nie pojawić się już na morzach objętych wojną. Żaden z krążowników nie wziął udziału w wojnie chińsko-francuskiej (1884-85) i dzięki temu nie uległ zagładzie wraz z flotą południową (Nanyang).
W kwietniu 1886 wraz z „Chaoyongiem” oraz pancernikami „Dingyuan” i „Zhenyuan” uczestniczyły w serii ćwiczeń koło Dagu, a w maju cała eskadra spotkała się w Port Arturze z odbywającymi wizytę kurtuazyjną okrętami brytyjskimi.
Ze względu na szybki postęp technologiczny, w momencie wybuchu pierwszej wojny chińsko-japońskiej bliźniacze krążowniki były już zupełnie przestarzałe. Brak pancerza okazał się zabójczy w starciu z nowocześniejszymi okrętami japońskimi w bitwie u ujścia Jalu. Przyjąwszy na siebie impet pierwszego japońskiego natarcia, wielokrotnie trafiony „Yangwei” ratował się przez zatonięciem, wyrzucając się na rafy niedaleko wyspy Dalu (mniej od niego szczęśliwy „Chaoyong” zatonął wraz z całą niemal załogą). Następnego dnia dobiła go miną wytykową łódź z krążownika „Chiyoda”. W tej samej bitwie, na pokładzie krążownika „Zhiyuan”, zginął dawny dowódca Yangwei – Deng Shichang.